# Газердвілл (Коннектикут)
Газердвілл (англ. Hazardville) — переписна місцевість (CDP) в США, в окрузі Гартфорд штату Коннектикут. Населення — 6870 осіб (2020).

## Географія
Газердвілл розташований за координатами 41°59′23″ пн. ш. 72°31′32″ зх. д. / 41.98972° пн. ш. 72.52556° зх. д. (41.989846, -72.525659).  За даними Бюро перепису населення США в 2010 році переписна місцевість мала площу 8,52 км², уся площа — суходіл.

## Демографія
Згідно з переписом 2010 року, у переписній місцевості мешкало 4599 осіб у 1849 домогосподарствах у складі 1256 родин. Густота населення становила 540 осіб/км².  Було 1934 помешкання (227/км²).
Расовий склад населення:
| - 93,1 % — білих - 2,4 % — чорних або афроамериканців - 1,4 % — азіатів - 0,1 % — вихідців з тихоокеанських островів - 0,1 % — корінних американців |

До двох чи більше рас належало 2,0 %. Частка іспаномовних становила 3,2 % від усіх жителів.
За віковим діапазоном населення розподілялося таким чином: 20,0 % — особи молодші 18 років, 62,3 % — особи у віці 18—64 років, 17,7 % — особи у віці 65 років та старші. Медіана віку мешканця становила 43,3 року. На 100 осіб жіночої статі у переписній місцевості припадало 94,5 чоловіків;  на 100 жінок у віці від 18 років та старших — 92,7 чоловіків також старших 18 років.
Середній дохід на одне домашнє господарство  становив 84 752 долари США (медіана — 77 226), а середній дохід на одну сім'ю — 96 457 доларів (медіана — 85 536). Медіана доходів становила 58 000 доларів для чоловіків та 41 867 доларів для жінок. За межею бідності перебувало 3,2 % осіб, у тому числі 3,9 % дітей у віці до 18 років та 3,4 % осіб у віці 65 років та старших.
Цивільне працевлаштоване населення становило 2507 осіб. Основні галузі зайнятості: освіта, охорона здоров'я та соціальна допомога — 21,7 %, виробництво — 19,1 %, роздрібна торгівля — 15,2 %.